# Rhesala albizziae
Rhesala albizziae är en fjärilsart som beskrevs av Louis Beethoven Prout 1929. Rhesala albizziae ingår i släktet Rhesala och familjen nattflyn. Inga underarter finns listade.